# Herb Braniewa
Herb Braniewa – jeden z symboli miasta Braniewa w postaci herbu.

## Wygląd
Herb przedstawia w polu srebrnym drzewo laurowe o obciętych korzeniach zielone. Nad tarczą klejnot: trzy kłosy zboża złote w wachlarz, boczne z pojedynczym wywiniętym na zewnątrz listkiem, środkowy z dwoma listkami, związane u dołu wstęgą czerwoną zakończoną złotymi frędzlami, poniżej w miejscu związania wychodzące ze wspólnej łodygi z dwoma listkami, wyrastającej bezpośrednio z tarczy herbowej, przechodzącej przez ukazany w perspektywie pierścień złoty. Tarczę podtrzymują z obu stron dwa anioły z krótkimi włosami i skrzydłami złotymi, skórą w barwie cielistej i w tunikach z widocznym rozcięciem, prawy w tunice czerwonej, patrzący do wewnątrz, w zewnętrznej ręce trzymający gałąź laurową zieloną w skos, lewy w tunice błękitnej, patrzący na wprost, w zewnętrznej ręce trzymający gałąź laurową zieloną w słup.
Poprzedni herb (od lat 90. do 2014) przedstawiał na srebrnym polu zielone wzgórze i zieloną lipę z trzynastoma liśćmi. Po lewej stronie uskrzydlony dwunożny czerwony smok, a po prawej czerwony jeleń. Rogi, pazury i kopyta jelenia były koloru złotego.

## Historia

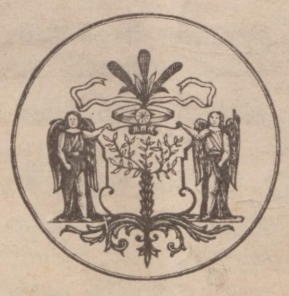
Herb Braniewa, 1914 rok

Herb Braniewa w użyciu od lat 90. XX wieku do 2024 roku

Braniewo w swojej historii posługiwało się czterema różnymi symbolami. Na najstarszej, wielkiej pieczęci miejskiej, znanej z odcisków XIV-wiecznych, widniała kompozycja wyobrażająca na pierwszym planie trójwzgórze porośnięte roślinnością, na którym widniał skaczący jeleń, zaś na drugim planie znajdowały się blankowane mury miejskie z trzema wieżami, z których każda nakryta była trójkątnym daszkiem zwieńczonym kulą. Środkowa wieża miała cztery okna zwieńczone łukami półkolistymi, a pomiędzy nimi jakby rozeta. Na kuli zwieńczającej daszek widać było krzyż. Wieże boczne mają trzy okna zwieńczone łukami półkolistymi, jedno nad dwoma. Wieże boczne dodatkowo zaopatrzone są w blanki. Pieczęć ta szybko wyszła z użycia, być może zaginęła lub została zniszczona. Jej funkcje przejęła znana z odcisków XIV–XVII-wiecznych pieczęć sekretna, przedstawiająca lipę, smoka i jelenia na wzgórzu. Kolejna zmiana nastąpiła w wieku XVII. W nagrodę za postawę mieszczan w czasie okupacji szwedzkiej, król Władysław IV Waza 25 kwietnia 1636 (zatwierdzenie sejmowe 22 lutego 1637) roku nadał miastu nowy herb. Do wcześniej używanego wizerunku dodano trzymacze w postaci aniołów trzymających gałązki laurowe oraz klejnot w postaci wychodzących z pierścienia trzech kłosów z królewskiego herbu Snopek dynastii Wazów flankowanych przez dwa półksiężyce z herbu Ostoja ówczesnego biskupa warmińskiego Mikołaja Szyszkowskiego. Herb zaopatrzono też w dewizę Sub hoc sidere truncata viresco (Pod tym znakiem nawet ścięte zielenią się), w odniesieniu do żywotności i niezłomności miasta. Po raz pierwszy w stosunku do drzewa herbowego użyto wówczas określenia laur. Kolejnej zmiany herbu dokonał August III Sas 18 lipca 1748 roku. W polu tarczy pozostawiono samo ścięte drzewo laurowe. Z klejnotu usunięto półksiężyce i powiększono pierścień. Herb z nadania Augusta III używany był przez magistrat aż do 1927 roku, kiedy to z przyczyn propagandowych powrócono do wizerunku z wzmiankowanej wcześniej pieczęci sekretnej. Wyrugowano herb z nadania królów Polski i przywrócono znak z czasów władzy krzyżackiej. W latach 90. XX wieku Braniewo przyjęło herb w opracowaniu zbliżonym do herbu sprzed II wojny światowej. W roku 2024, na sugestię Komisji Heraldycznej, miasto powróciło do herbu z nadania Augusta III. Jego bieżącą wersję opracowali Kamil Wójcikowski i Robert Fidura.

## Symbolika
Godła na najstarszej pieczęci miejskiej częściowo nawiązywały do nazwy miasta Braunsberg, wyobrażały bowiem m.in. trójwzgórze i mury miejskie. Oprócz tego ukazywały też zarośla i jelenia, co w zestawieniu z murami obronnymi wskazywało na rozdzielenie dzikiej okolicy i uporządkowanego miasta. Godłom na pieczęci sekretnej, obecnym w herbie z lat 1927–2024, także przypisywano konkretną symbolikę. Smok symbolizować miał pogaństwo, jeleń – chrześcijaństwo i odrodzenie miasta po jego zniszczeniu przez pogan. Trzynaście liści to symbol trzynastu lip stojących przed bramami miasta. Czerwień to wyraz hartu ducha, zieleń: miłość, radość i obfitość, złoto-żółty: wiara, stałość, mądrość, chwała. Drzewo laurowe na herbach z nadań królewskich to oczywisty symbol zasług, poniesionych przez miasto w czasie najazdu szwedzkiego.